# Bistrița Bârgăului Fabrici, Bistrița-Năsăud
Bistrița Bârgăului Fabrici este o localitate în județul Bistrița-Năsăud, Transilvania, România.